# کاهان پایین
 کاهان پایین، روستایی است از توابع بخش مشکان و در شهرستان خوشاب استان خراسان رضوی ایران.

## جمعیت
این روستا در دهستان مشکان قرار داشته و بر اساس سرشماری سال ۱۳۸۵ جمعیت آن ۸۱ نفر (۲۰ خانوار)
بوده است.